# Кашё, Ален
Але́н Кашё (фр. Alain Cacheux; 15 ноября 1947, Валансьен — 26 июля 2020, Лилль) — французский политик, бывший депутат Национального собрания Франции, вице-мэр Лилля, член Социалистической партии.

## Биография
Родился 17 июля 1947 года в Валансьене (департамент Нор). На выборах в Национальное собрание 2007 года выиграл голосование по 3-му избирательному округу департамента Нор, получив 50,60 % голосов. Во время выборов в Национальное собрание 2012 года был выдвинут кандидатом от социалистов по 5-му избирательному округу, но уступил действующему депутату, кандидату Союза за народное движение Себастьяну Юйгу.

## Политическая карьера
- 20.03.1989 — 18.06.1995 — член муниципального совета Лилля.
- 18.06.1995 — 16.03.2008 — вице-мэр Лилля.
- 23.03.1992 — 07.07.1997 — член регионального совета Нор — Па-де-Кале.
- 12.06.1997 — 18.06.2002 — депутат Национального собрания Франции от 3-го избирательного округа департамента Нор.
- 20.06.2007 — 17.06.2012 — депутат Национального собрания Франции от 3-го избирательного округа департамента Нор.